# Tiandong
Tiandong (em chinês tradicional: 田東縣; chinês simplificado: 田东县; pinyin: Tiándōng Xiàn; zhuang:Denzdoeng Yen) é uma condado da Baise, localidade situada ao sudoeste da Região Autónoma Zhuang de Quancim, na República Popular da China. Ocupa uma área total de 2.816 Km². Segundo dados de 2010, Tiandong possuí 411 500 habitantes, 85.22% das pessoas que pertencem ao grupo étnico Zhuang.